# Trebouxia
Genre
Trebouxia est un genre d'algues vertes unicellulaires. Elles sont rencontrées couramment dans les lichens.

## Liste d'espèces
Selon AlgaeBase (2 mai 2013) :
- Trebouxia aggregata (Archibald) Gärtner
- Trebouxia angustilobata Beck
- Trebouxia anticipata Ahmadjian ex Archibald
- Trebouxia arboricola Puymaly (espèce type)
- Trebouxia asymmetrica Friedl & Gärtner
- Trebouxia australis Beck
- Trebouxia brindabellae Beck
- Trebouxia cladoniae (Chodat) G.M.Smith
- Trebouxia corticola (P.A.Archibald) Gärtner
- Trebouxia crenulata Archibald
- Trebouxia decolorans Ahmadjian
- Trebouxia flava Archibald
- Trebouxia galapagensis (Hildreth & Ahmadjian) Gärtner
- Trebouxia gelatinosa Ahmadjian ex Archibald
- Trebouxia gigantea (Hildreth & Ahmadjian) Gärtner
- Trebouxia higginsiae (Hildreth & Ahmadjian) Gärtner
- Trebouxia impressa Ahmadjian
- Trebouxia incrustata Ahmadjian ex Gärtner
- Trebouxia jamesii (Hildreth & Ahmadjian) Gärtner
- Trebouxia potteri Ahmadjian ex Gärtner
- Trebouxia showmanii (Hildreth & Ahmadjian) Gärtner
- Trebouxia simplex Tschermak-Woess
- Trebouxia suecica Beck
- Trebouxia usneae (Hildreth & Ahmadjian) Gärtner

Selon World Register of Marine Species (2 mai 2013) :
- Trebouxia aggregata (Archibald) Gärtner, 1985
- Trebouxia anticipata Ahmadjian ex Archibald, 1975
- Trebouxia arboricola Puymaly, 1924
- Trebouxia asymmetrica Friedl & Gärtner, 1988
- Trebouxia australis Beck
- Trebouxia cladoniae (Chodat) G.M.Smith, 1933
- Trebouxia corticola (Archibald) Gärtner, 1985
- Trebouxia crenulata Archibald, 1975
- Trebouxia decolorans Ahmadjian, 1960
- Trebouxia flava Archibald, 1975
- Trebouxia galapagensis (Hildreth & Ahmadjian) Gärtner, 1985
- Trebouxia gelatinosa Ahmadjian ex Archibald, 1975
- Trebouxia gigantea (Hildreth & Ahmadjian) Gärtner, 1985
- Trebouxia higginsiae (Hildreth & Ahmadjian) Gärtner, 1985
- Trebouxia impressa Ahmadjian, 1960
- Trebouxia incrustata Ahmadjian ex Gärtner, 1985
- Trebouxia jamesii (Hildreth & Ahmadjian) Gärtner, 1985
- Trebouxia potteri Ahmadjian ex Gärtner, 1985
- Trebouxia showmanii (Hildreth & Ahmadjian) Gärtner, 1985
- Trebouxia simplex Tschermak-Woess, 1978
- Trebouxia suecica Beck
- Trebouxia usneae (Hildreth & Ahmadjian) Gärtner, 1985

## Référence
- Puymaly, 1924 : Recherches sur les algues vertes aériennes Delbrel, Bordeaux 274 pages.